# Resident Evil: Potępienie
Resident Evil: Potępienie (jap. バイオハザード ダムネーション; Baiohazādo: Damunēshon, ang. Resident Evil: Damnation) – stworzony w technologii CGI pełnometrażowy horror wyprodukowany przez Capcom i Sony Pictures Entertainment Japan, wyreżyserowany przez Makoto Kamiyę. Stanowi kontynuację wydanego w 2008 roku anime Resident Evil: Degeneracja. Kinowa premiera w Japonii zapowiedziana została na 27 października 2012 roku.
15 września 2012 roku film został udostępniony do pobrania w usługach Xbox Live, Zune i PlayStation Network. Amerykańska premiera na DVD i blu-ray zaplanowana została na 25 września, zaś polska na 3 października.

## Fabuła
Amerykański agent federalny Leon S. Kennedy trafia do Republiki Wschodniej Slawii, aby zbadać doniesienia o wykorzystywaniu broni bioorganicznej w trwającej tam wojnie domowej. Rządy Stanów Zjednoczonych i Rosji przygotowują się do interwencji w rejonie w celu zakończenia wojny, jednak tuż po dotarciu do Slawii Leon otrzymuje rozkaz opuszczania kraju. Ignoruje polecenie, chcąc poznać prawdę i zakończyć serię tragicznych wydarzeń zapoczątkowanych przez wykorzystanie broni organicznej.

## Obsada
- Matthew Mercer – Leon S. Kennedy
- Dave Wittenberg – Aleksander „Sasza” Kozaczenko
- Courtenay Taylor – Ada Wong
- Val Tasso – JD
- Robin Sachs – Ataman Iwan Judanowicz
- Wendee Lee – Swietłana Bielikowa
- Salli Saffioti – Ingrid Hunnigan
- Carolyn Lawrence – Ashley Graham
- David Earnest – Sekretarz
- Michael McConnohie – Tyran
- Patrick Seitz – Strach na Wróble